# Miguel de Bourbon-Parma
Miguel Maria Xavier Valdemar Jorge Carlos Roberto Eymar (Paris, 4 de março de 1926 – Neuilly-sur-Seine, 7 de julho de 2018), foi um Príncipe de Parma, empresário, soldado e Piloto de corrida, filho do príncipe Renato de Parma e de sua esposa, a princesa Margarida da Dinamarca. Era neto do duque Roberto I de Parma, e bisneto do rei Cristiano IX da Dinamarca.

## Biografia
Ele era filho do príncipe Renato de Parma e de sua esposa, a princesa Margarida da Dinamarca. Paternal, ele era neto do duque Robert I de Parma, enquanto que através de sua mãe, ele era bisneto do rei Cristiano IX da Dinamarca. O príncipe Michel foi também o irmão mais novo da rainha Ana da Romênia.
Michel morreu aos 92 anos em 7 de julho de 2018. Seu funeral foi celebrado em 13 de julho na igreja dos Invalides na presença do ex-presidente Valéry Giscard d'Estaing, de Henrique, Grão-Duque de Luxemburgo, seu primo, bem como o embaixador dos Estados Unidos, Howard Leach.

## Casamento e descendência
Após um casamento civil em Paris em 23 de maio de 1951, em 9 de junho de 1951, trigésimo aniversário do casamento de seus pais, ele se casou religiosamente em Chaillot, com a princesa Yolanda de Broglie-Revel, filha do príncipe Joseph de Broglie- Revel e de sua esposa, Marguerite de La Cour de Balleroy.
Embora o casal tenha se separado legalmente em 26 de junho de 1966 e se reconciliado em 19 de dezembro de 1983, o casamento terminou em divórcio em 1999. Eles tiveram cinco filhos juntos:
- Inês de Bourbon-Parma (9 de maio de 1952 - 20 de outubro de 1981), teve uma filha fora do casamento:
  - Marie Mélodie de Bourbon (Genebra, 4 de junho de 1977), adotada por seu avô, o príncipe Michel, em 20 de novembro de 1982.
- Erik de Bourbon-Parma (28 de agosto de 1953 - 21 de janeiro de 2021), casou-se em 8 de agosto de 1980 em Ledreborg, Dinamarca, com a condessa Lydia af Holstein-Ledreborg, filha da princesa Maria Gabriela de Luxemburgo, divorciada em 1999. Eles tiveram cinco filhos:
  - Antonia de Bourbon-Parma (Roskilde, 10 de junho de 1981)
  - Maria Gabriela de Bourbon-Parma (Paris, 23 de dezembro de 1982)
  - Alexia de Bourbon-Parma (Palm Beach, 7 de março de 1985), casou-se em 2007 com Fabian Davis.
  - Michel de Bourbon-Parma (Roskilde, 12 de fevereiro de 1989)
  - Henri de Bourbon-Parma (Roskilde, 14 de outubro de 1991), casou-se em 2020 com sua prima em segundo grau, a arquiduquesa Gabriella da Áustria. Eles têm uma filha:
    - Victoria Antonia Marie-Astrid Lydia de Bourbon-Parma (30 de outubro de 2017)
- Sybil de Bourbon-Parma (Paris, em 10 de novembro de 1954), casou-se em 1997 com Craig Richards.
- Victoire de Bourbon-Parma (8 de novembro de 1957 - 2001), casada em 26 de fevereiro de 1974 em Beaumont-le-Roger e divorciada antes de 1988 com o barão Ernst von Gecmen-Waldek, antes de se casar novamente em 1993, com Carlos Ernesto Rodriguez. Ela teve dois filhos com o Barão Ernst:
  - Tatiana von Gecmen-Waldek (22 de junho de 1974), casou-se com Michael Berger-Sandhofer em setembro de 1995 em Versalhes.
  - Vincent Nicholas von Gecmen-Waldek (30 de agosto de 1981)
- Charles-Emmanuel de Bourbon-Parma (nascido em Paris, 3 de junho de 1961), casado em 25 de maio de 1991 com Constance de Ravinel, filha de Yves, Barão de Ravinel e sua esposa, Alix de Castellane- Esperron (dos Duques de Almazán de Saint Priest).  Eles têm quatro filhos:
  - Amaury de Bourbon-Parma (Boulogne-Billancourt, 30 de outubro de 1991)
  - Charlotte de Bourbon-Parma (Boulogne-Billancourt, 18 de julho de 1993)
  - Elizabeth de Bourbon-Parma (Boulogne-Billancourt, 12 de junho de 1996)
  - Zita de Bourbon-Parma (Boulogne-Billancourt, 1 de abril de 1999), seus padrinhos são Luís Afonso, Duque de Anjou, e a condessa Bernard de Castellane (nascida Lady Charlotte-Anne Montagu-Douglas-Scott, filha de John Scott, 9º duque de Buccleuch).

O príncipe Michel teve uma filha fora do casamento com Laure Le Bourgeois (1950):
- Amélia (13 de março de 1977), legalmente adotada por seu pai em 5 de junho de 1997, assumindo o sobre nome "de Bourbon de Parma", que se casou em 3 de outubro de 2009 no Château de Chambord, com Igor Bogdanoff, neto de Roland Hayes. Eles tiveram dois filhos:
  - Alexandre Bogdanoff (2011)
  - Constantin Bogdanoff (2014)

Em 2003, o Príncipe Michel casou-se novamente em Manalapan, Flórida, com a princesa Maria Pia de Saboia, filha do rei Humberto II da Itália e de sua esposa, a princesa Maria José da Bélgica, que anteriormente tinha sido a esposa do príncipe Alexandre da Iugoslávia. Ele foi o último neto sobrevivente do príncipe Valdemar da Dinamarca.